# Spongia anclotea
Spongia anclotea är en svampdjursart som beskrevs av de Laubenfels och Storr 1958. Spongia anclotea ingår i släktet Spongia och familjen Spongiidae.
Artens utbredningsområde är Florida. Inga underarter finns listade i Catalogue of Life.